# Rey Wen de Zhou
El Rey Wen Zhou (Zhou Wenwang 周文王, nombre personal Ji Chang 姬昌)(1152- 1056 a. C.) fue rey de los Zhou durante finales de la dinastía Shang en la antigua China. Aunque fue su hijo Wu que conquistó a los Shang tras la batalla de Muye, el rey Wen fue honrado como el fundador de la dinastía Zhou. Algunos lo consideran el primer héroe épico de la historia China. Era conocido por gobernar a través de la virtud y la bondad.

## Historia
Nacido Ji Chang (姬昌), Wen era el hijo de Tai Ren y de Ji Jili, el Rey de un pequeño estado en las riberas del Río Wei, en el actual Shaanxi. Su padre fue traicionado y ejecutado por el emperador Shang Wen Ding a finales del siglo XII a. C..
Se casó con Tai Si y tuvo al menos 10 hijos.

### Cárcel en Youli
En un momento, el rey Zhou de Shang, temiendo la influencia y el poder creciente de Wen, en el año 1144 a. C. lo apresó en el transcurso de uno de estos combates en Youli (actualmente Tangyin en Henan) durante siete años. Otros autores relatan 3 años; durante ese tiempo, se dice que redactó el clásico confuciano I Ching, texto basado en los ocho trigramas o pa kua que datan de fechas muy anteriores. La historiografía de Confucio atribuye la invención de los ocho trigramas (bagua八卦) al rey Wen, que se dice que se han desarrollado durante su encarcelación en Youli.

### Liberación
Sin embargo, muchos funcionarios de gobierno respetaban a Wen por su gobierno honorable y entregaron al rey Zhou muchos regalos incluyendo, oro, caballos, y mujeres , por lo que liberó a Wen. Durante estos siete años se dio cuenta de que no podría cambiar al tirano, y cuando fue liberado planificó la revolución que destituiría la tiranía, pero murió antes de que pudiera lograrlo. Su segundo hijo, el Rey Wu, había seguido los deseos de su padre y aplastó a los Shang en Muye, creando la dinastía Zhou.

### Dinastía Zhou
La gente original de Zhou vivía en tribus agrícolas en un lugar central de la China conocido hoy como provincia de Shaanxi. Qǐ su primer líder les enseñó a labrar las tierras. Le llamaban el Rey Mijo y le veneraban como dios de la agricultura (Señor de las Mieses). Vivieron por generaciones en granjas florecientes. Más tarde fueron invadidos por tribus extranjeras y su líder, el Señor Tan Fu (supuestamente abuelo de Wen) abolió la esclavitud y restableció el sistema de comunas. En este entorno Zhou prosperó y se convirtió en un estado.
El señor Tan Fu fue sucedido por su hijo Ji Li. Después de Ji Li, Zhou fue un formidable estado. El rey de la dinastía Shang, el histórico Tirano de Shang mató a Ji Li, antes que el hijo de Ji Li comandara el estado con extrema humildad y precaución durante cinco años. Años más tarde fue conocido como el Señor del Oeste, y después de fallecido como el Rey Wen. Ji Chang (El Rey Wen) fue elevado a uno de los tres duques (Sangong 三公) sirviendo al rey Zhou 纣 de la dinastía Shang 商. El rey Zhou se dice que ejerció un régimen tiránico y asesinó a los duques de Jiu 九侯(o Gui 鬼侯) y de E 鄂侯 (Yu 邘侯).
Wen se otorgó a sí mismo el elocuente título de Hsi Po ('Rey del Oeste'). Para alcanzar dicho objetivo, Wen tuvo que combatir en ocasiones contra su vecino del Sureste, pero también contra las hordas de tribus nómadas que, procedentes del Norte, realizaban periódicas incursiones en su territorio.

## Familia

### Esposas
- Tai Si
- Una novia sin nombre del clan real Shang Zi[12]

### Hijos
1. Boyi Kao
2. Fa (發), Rey Wu de Zhou
3. Xian (鮮), Guan Shu
4. Dan (旦), Duque de Zhou
5. Du (度), Cai Shu
6. Wu (武), Cheng Shu
7. Chu (處), Huo Shu
8. Feng (封), Kang Shu, más tarde se le concedió Wèi
9. Zheng (鄭), Mao Shu
10. Ran Ji Zai (冉季載), Señor de Dan
11. Gao Shu
12. The Conde de Yong o Yong Shu Bo.
13. Zhenduo (振鐸), Cao Shu
14. Xiu (繡), Teng Shu
15. Gao (高), Duque del Bi
16. The Conde de Yuan
17. The Conde de Xun
18. The Marqués de Feng
19. Ying (穎), Lai Shu

## Legado

### Gobierno
Recortó los impuestos a los agricultores y los animó a trabajar en campos públicos con solo una novena parte de impuestos. Con estas medidas preferenciales, los agricultores podrían ahorrar dinero. El rey Wen sabía que un Estado no funcionaría bien sin personas virtuosas que lo ayudasen, así que cuando Wen escuchó que Jiang Ziya era un sabio muy virtuoso con un conocimiento muy profundo, visitó a Jiang Ziya y le pidió que fuera su asesor sobre la estrategia para gobernar un Estado. Jiang Ziya asistió al Rey Wen y más tarde al Rey Wu del Reino de Zhou.
La forma en que el rey Wen gobernó estableció bases sólidas para el gobierno futuro de los reinos unificados.
Actuó como mediador en la disputa entre los señores de Yu 虞 y Rui 芮, derrotó a los intrusos occidentales de la estepa o Quanrong 犬戎 y al señor de Mixu 密须, que había acosado permanentemente los feudos de Ruan 阮 y Gong 共. Luego siguió ampliando su influencia hacia el este, con la conquista del feudo de Li 黎 (también llamado Li {利/邑}, Qi 耆 o Ji 饥, {阝+几}). Zu Yi 祖伊, un consejero del rey, amonestó a su gobernante a cambiar su política, pero el rey Zhou no cuidaba sus palabras. Ji Chang continuó sus campañas de conquista y ocupó el territorio de E (Yu), no muy lejos del dominio real, y también el de Chong, donde se había establecido una nueva residencia, Feng 丰.

### Adivinación
Al Rey Wen se le atribuye haber compilado los ocho trigramas en sus distintas permutaciones para crear los sesenta y cuatro hexagramas. También se dice que escribió los juicios que se añaden a cada Hexagrama. La secuencia más utilizada de los 64 hexagramas se le atribuye y normalmente se conoce como la secuencia del Rey Wen.

### Honores póstumos
El rango de Rey Wen se le dio en forma póstuma. En vida fue el Señor del Oeste.
En 196 a. C., Han Gaozu concedió póstumamente al Rey Wen el título del "Más grande de todos los Reyes".

 "El rey reinará el pueblo con benevolencia, los funcionarios deben dirigir a las personas con cuidado, los niños deberán respetar a los padres con piedad filial, los padres deben criar a sus hijos con amor, y las personas deben asociarse entre sí por la buena fe".
Rey Wen de Zhou